# Orlando Duque
Orlando Duque (* 11. září 1974 Cali) je kolumbijský skokan do vody. 
Začínal s fotbalem, od deseti let se věnuje skoku do vody. Stal se mistrem Kolumbie a v roce 1992 přišel o účast na olympiádě jen pro nedostatek financí, zaměřil se pak na extrémní disciplínu cliffdiving. Jeho osobním maximem je skok ze 34 metrů, za své výkony byl zařazen do Guinnessovy knihy rekordů. Se skokanskou exhibicí vystupoval v safari v Gänserndorfu. Skočil také z mostarského starého mostu, ze skály nad Viktoriinými vodopády i z antarktického ledovce. Rakouský dokumentarista Mario Kreuzer o něm natočil film 9 Dives - Eine Reise durch Geist und Körper. 
V roce 2013 vyhrál skok z výšky 27 metrů při premiéře této soutěže na mistrovství světa v plavání. Také je vítězem jedenácti závodů světového poháru. Mezinárodní plavecká federace ho vyhlásila sportovcem roku 2013 a 2014 v kategorii high diverů.
Vedle skoků se Duque věnuje také bodysurfingu. Je spolupracovníkem charitativní nadace Wings for Life. V roce 2019 ukončil aktivní kariéru a usadil se s rodinou na Oahu. Roku 2022 byl jmenován ředitelem World Series of High Diving.